# Davide Cassani
Davide Cassani (ur. 1 stycznia 1961 w Faenza) – włoski kolarz szosowy.

## Kariera
Pierwszy sukces w karierze Davide Cassani osiągnął w 1990 roku, kiedy zwyciężył we włoskich wyścigach Coppa Bernocchi i Giro dell’Emilia. W tym drugim wyścigu zwyciężał także w latach 1991 i 1995. Wygrywał także między innymi: Mediolan-Turyn w 1991 roku, Gran Premio Città di Camaiore i Giro della Provincia di Reggio Calabria w 1992 roku, Coppa Agostoni w latach 1991 i 1993, Tour Méditerranéen w 1994 roku oraz Giro di Romagna w 1995 roku. Ponadto w sezonie 1990 zajął trzecie miejsce w klasyfikacji generalnej Pucharu Świata. Przegrał wtedy tylko z Niemcem Olafem Ludwigiem i Tonym Romingerem ze Szwajcarii. Nigdy nie zdobył medalu na mistrzostwach świata, nigdy też nie wystąpił na igrzyskach olimpijskich.